# Суйгинське сільське поселення
Суйги́нське сільське поселення (рос. Суйгинское сельское поселение) — сільське поселення у складі Молчановського району Томської області Росії.
Адміністративний центр та єдиний населений пункт — село Суйга.
Населення сільського поселення становить 587 осіб (2019; 691 у 2010, 1016 у 2002).
2009 року було ліквідоване село Золотушка, 2014 року — присілки Ламеєвка та Лиса Гора.

## Склад
До складу сільського поселення входять:
| Населений пункт        | Населення, осіб (2002) | Населення, осіб (2010) |
| ---------------------- | ---------------------- | ---------------------- |
| Ламеєвка, присілок     | 8                      | -                      |
| Лиса Гора, присілок    | 45                     | 1                      |
| Золотушка, село        | 139                    | -                      |
| Смолокуровка, присілок | 0                      | -                      |
| Суйга, село            | 824                    | 690                    |